# Darney
Darney is een gemeente in het Franse departement Vosges (regio Grand Est) en telt 1339 inwoners (1999). De plaats maakt deel uit van het arrondissement Épinal.
De eerste Tsjechoslowaakse president Tomáš Garrigue Masaryk bezocht zijn Tsjechoslowaakse Legioenen op 8 december 1918 in Darney. 

## Geografie
De oppervlakte van Darney bedraagt 7,9 km², de bevolkingsdichtheid is 169,5 inwoners per km².
De onderstaande kaart toont de ligging van Darney met de belangrijkste infrastructuur en aangrenzende gemeenten.

## Demografie
Onderstaande figuur toont het verloop van het inwonertal (bron: INSEE-tellingen).